# سولنچنی (استان پاولودار)
سولنچنی (قزاقی: Солнечный) یک کوه در استان سوردلوفسک کشور روسیه است.